# Bataille de Vinchy
Guerre civile des Francs
Batailles
La bataille de Vinchy a lieu le 21 mars 717, dimanche de la Passion, à Vinchy, dite aussi Vincy ou Vinciac, près de Cambrai. Elle voit s'affronter Charles Martel et les Austrasiens d'un côté et les Neustriens représentés par le roi des Francs, Chilpéric II, et le maire du palais, Ragenfred, de l'autre.

## Contexte
La bataille de Vinchy  s'inscrit dans un double contexte : 
- l'affrontement entre les royaumes de Neustrie et d'Austrasie. La Neustrie dominée par l'Austrasie à l'époque de Pépin de Herstal cherche à secouer le joug de l'Austrasie et envahit celle-ci après le décès de Pépin en 714. Après des succès initiaux, la Neustrie vient de perdre en 716 la bataille de l'Amblève et  Chilpéric II et Ragenfred sont rentrés en Neustrie.
- Charles Martel, écarté du pouvoir après le décès de son père Pépin, cherche à retrouver la charge de maire du palais des deux royaumes détenue par son père.

## Bataille
Après la bataille de l'Amblève, Chipéric et Ragenfred retournèrent, défaits, en Neustrie. Au lieu de les suivre immédiatement, Charles se servit à nouveau de la tactique utilisée pendant sa carrière couronnée de succès. Il prit le temps de rassembler une grande armée avant d'attaquer en position de force. Il décide de l'endroit et du moment de la bataille, au printemps 717, alors que son armée est prête à affronter les Neustriens .
Charles entra ainsi en Neustrie et ravagea le pays jusqu'aux environs de Cambrai. Chilpéric et Ragenfred s'avancèrent au devant de lui. Charles leur envoya un émissaire afin de leur faire savoir que la paix ne sera possible que s'il est rétabli dans les fonctions occupées par son père non seulement en Austrasie mais aussi en Neustrie. Chilpéric lui répondit que, à ses yeux, son père était un usurpateur qui avait supplanté la famille légitime et que, par conséquent, il ne pouvait accepter sa demande. L'affrontement était donc inévitable. 
Charles infliga aux Neustriens une lourde défaite à Vinchy, le dimanche de la Passion (précédent le jour de Pâques qui tombe en 717 le 4 avril, en la tierce calende d'avril de l'an 717). Il poursuivit le roi et le maire du palais en fuite jusqu'à Paris. 

## Conséquences
Fort de son succès à Vinchy, Charles Martel proclama Clotaire IV, roi d'Austrasie, pour l'opposer à Chilpéric, et destitue l'archevêque de Reims, Rigobert, pour le remplacer par Milon de Trèves. 
Chilpéric II et Ragenfred, affaiblis après leur défaite, s'allièrent à Eudes, le duc d'Aquitaine, mais seront à nouveau vaincus par Charles Martel à la bataille de Néry, en 719. Tandis que Ragenfred se réfugiera à Angers et continuera de résiter avant de se soumettre définitivement, Eudes enverra Chilpéric à Charles Martel qui en fera l'unique roi des Francs après la mort de Clotaire.

## Commémoration
À l'occasion du 1300e anniversaire de la bataille de Vinchy, en 2017, une exposition par l'Archéo'site de Les Rues-des-Vignes est organisée entre avril et septembre,,. De plus, une reconstitution historique de la bataille est présentée le 24 septembre 2017 dans la ville,.

## Sources
- (en) Charles Oman, The Dark Ages : 476-918, Rivingtons, 1914 (OCLC 34925767).